# Saïd ibn al-As
Saïd ibn al-As ibn Umayya fou un membre dels Ayàs, un grup integrant del clan dels omeies a la Meca, que fou governador de Kufa i Medina.
Mort el seu pare (pagà) en lluita contra els musulmans quan ell era petit, després va adquirir prestigi com a musulmà tant per ser dirigent d'un clan aristocràtic com pel seu caràcter generós i per la seva eloqüència i erudició. El 649/650 fou nomenat governador de Kufa al lloc d'al-Walid ibn Ukba; va conduir algunes expedicions a l'Azerbaidjan i la zona de la mar Càspia, i va adquirir reputació militar. A Kufa la seva política sobre la propietat era poc popular i el 655 fou apartat del govern pels aldarulls provocats pels seus opositors dirigits per Yazid ibn Kays al-Arhabi i per Malik al-Ashtar que van posar com a governador a Abu Musa al-Ashari.
Atacada Medina, on era Uthman ibn Affan, Said va lluitar en defensa d'aquest i fou ferit defensant al califa. Un temps després, com que les seves simpaties es decantaven cap a Talha, al-Zubayr i Aïxa, es va instal·lar a la Meca i no va prendre part en la batalla del Camell ni més tard a la batalla de Siffin, però tot i així Muàwiya I el va nomenar el 669 governador de Medina (al lloc de Marwan ibn al-Hakam), càrrec que va exercir fins al 674 quan Marwan va retornar al govern. Es va retirar i va morir a Arsa el 678/679.